# Женщины за завтраком
«Женщины за завтраком» (др.-греч. Συναριστῶσαι) — комедия древнегреческого драматурга Менандра (IV—III века до н. э.), от которой сохранился только ряд фрагментов в виде цитат у других античных авторов. О времени написания и постановки пьесы ничего не известно.
О сюжете «Женщин за завтраком» можно судить по пьесе Плавта «Шкатулка», для которой они послужили оригиналом. Главный герой, юноша по имени Алексимарх, не хочет жениться на богатой невесте, которую ему навязывает отец, так как любит дочь гетеры Селению (это имя дал персонажу Плавт, у Менандра она Планго). Позже выясняется, что девушка родилась в богатой и знатной семье, родители её узнают, и это делает возможным брак Селении и Алексимарха.
Сцена из первого действия пьесы изображена на одной из митиленских мозаик, а также на неаполитанской мозаике, созданной Диоскуридом.